# Laterální plavební kanál Mělník–Vraňany
Laterální plavební kanál Mělník–Vraňany je průplav mezi Vraňany a Mělníkem v okrese Mělník ve Středočeském kraji v České republice. Jeho účelem je umožnit velkým říčním lodím plout po klidné hladině a vyhnout se nebezpečnému proudu v posledních peřejích na Vltavě před soutokem s Labem. Kanál je 10,1 km dlouhý.

## Průběh toku
Kanál se stavěl v letech 1902–1905 a kromě samotného prokopání a vyzdění kanálu byl současně postaven Vraňanský jez s vorovou propustí, u které kanál začíná. Přes kanál bylo počátkem 20. století vybudováno osm mostů a dvoukomorové zdymadlo u Hořína, které překonává více než osmimetrový rozdíl hladin. Zdymadlo je technická památka.

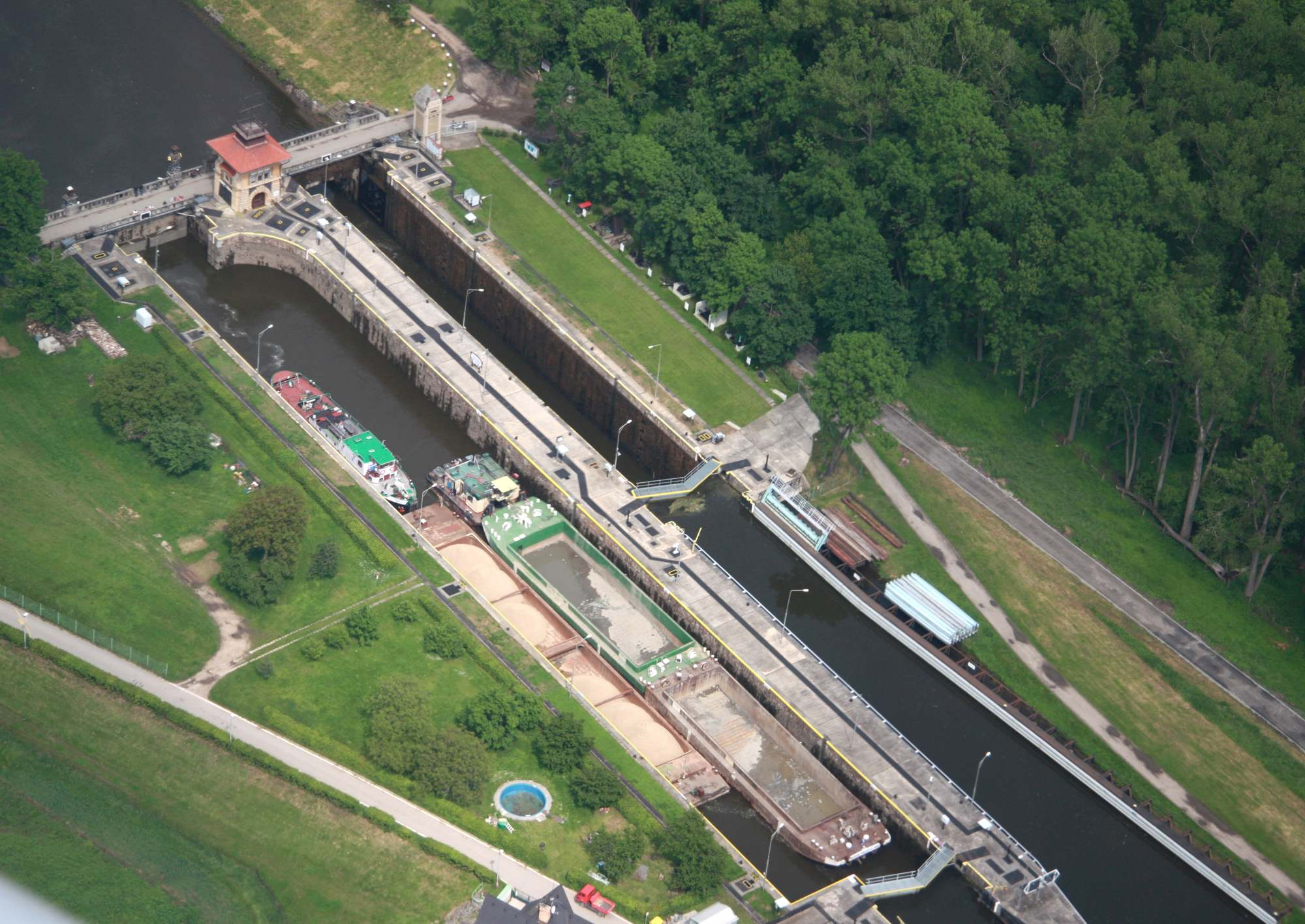
Zdymadlo Hořín

Zdymadlo Hořín kanál rozděluje na horní a dolní část. Horní část kanálu má šířku 18 až 36 m, délku přes 6 km a hloubku 2,4 až 3 m. Po jeho délce jsou rozmístěna čtyři obratiště. Na začátku kanálu jsou 20 m široká vrata pro jeho uzavření v případě velké vody. Provoz v kanálu je jednosměrný a je řízen světelnou signalizací s výhybnou v Lužci nad Vltavou. Dolní plavební kanál v úseku Hořín–Mělník má šířku 18 až 40 m a minimální hloubku 2,5 m.

## Využití
Tento laterální plavební kanál spolu s plavebními komorami umožnil splavnit Vltavu u jejího ústí do Labe. Horní část je příležitostně využívána pro závody ve veslování na dlouhé trati. Kanál je využíván při vodní turistice k návratu z Mělníka do Vraňan.
Na Vraňanském jezu byla v letech 2004–2006 vybudována malá vodní elektrárna s vodorovně umístěnou Kaplanovou turbínou a špičkovým instalovaným výkonem 2,75 MW. Část technologie pro přenos VN (TR suchý 3500kVA, 23/6kV) byla dodána společností Power-Energo,s.r.o.
V letech 2019 až 2021 proběhla rekonstrukce všech přemostění plavebního kanálu tak, aby mohly projíždět lodě s nástavbami až 7 m nad hladinou, což umožní kromě přepravy větších nákladů především také přístup velkých turistických lodí až do Prahy bez demontáže vrchních částí. Bylo přestavěno 7 pevných mostů a čtyři byly zrekonstruovány jako zdvižné. Silniční zdvihací mosty jsou ve Vrbně a v Lužci, unikátním řešením jsou zdvižný kamenný mostní oblouk v Hoříně a první železniční zdvihací most v ČR u obce Lužec nad Vltavou. Všechny jsou ovládány dálkově ze zdymadla Hořín.

## Galerie

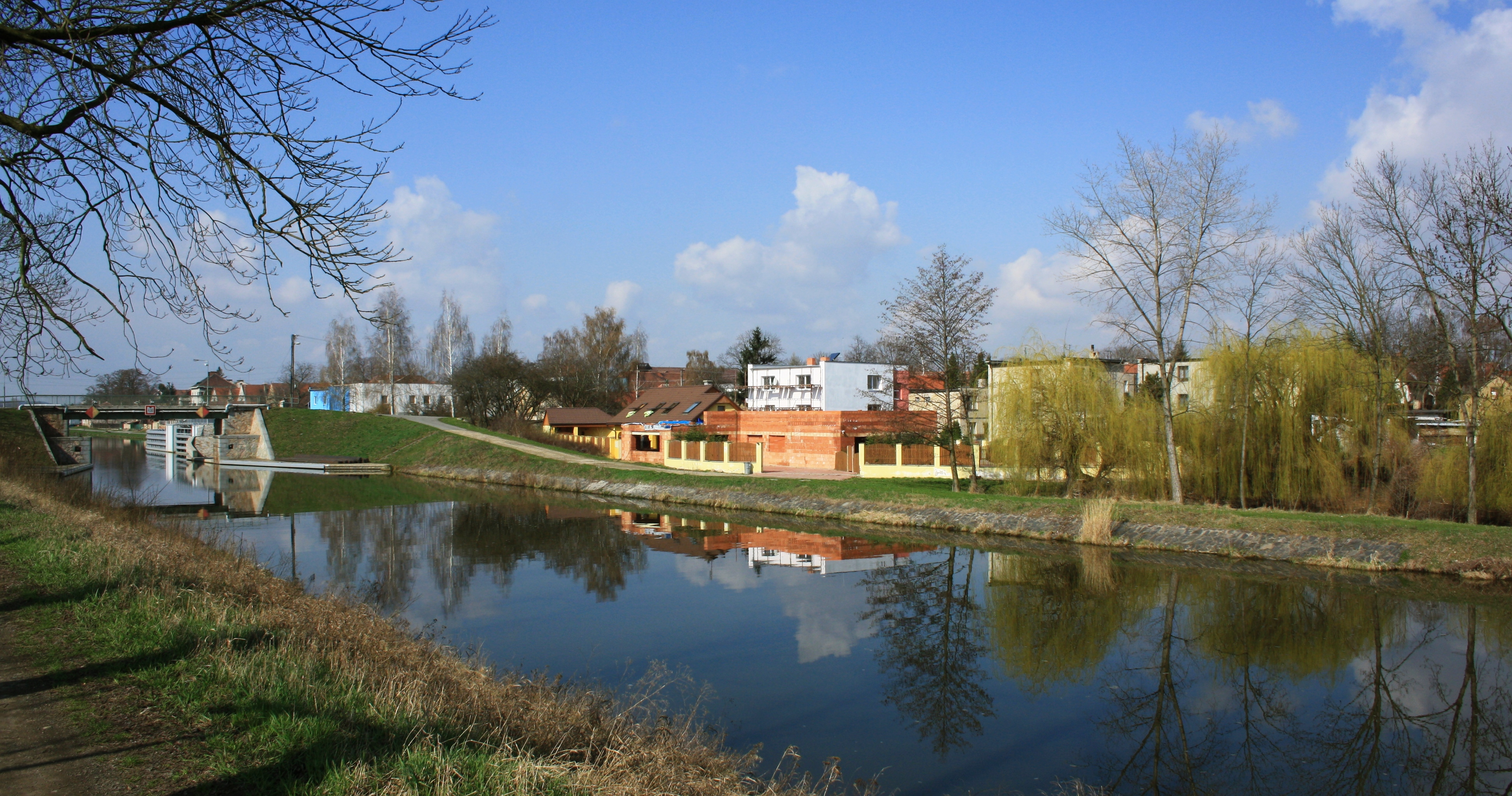
Kanál ve Vraňanech
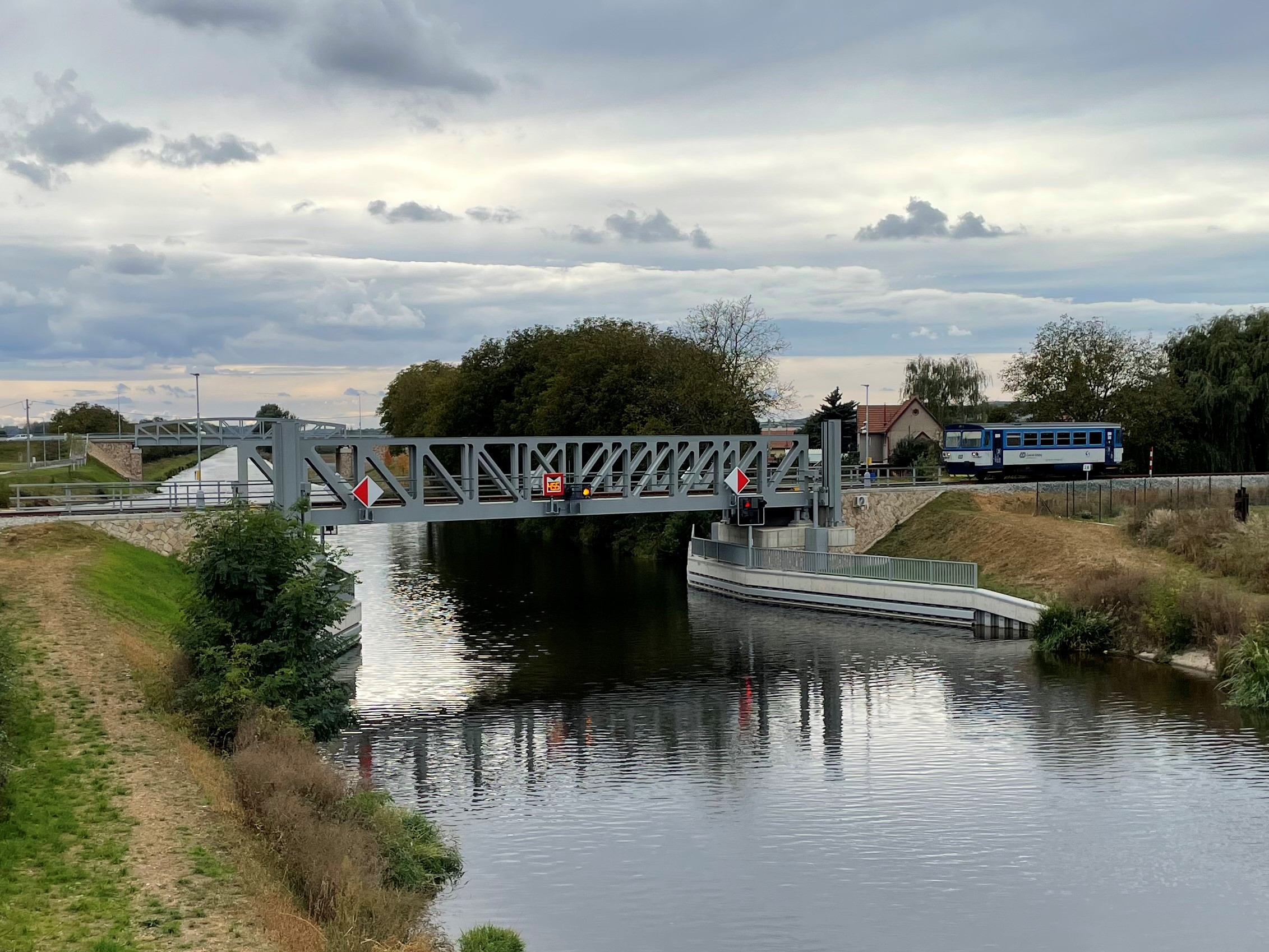
Zdvižný železniční most v Lužci nad Vltavou
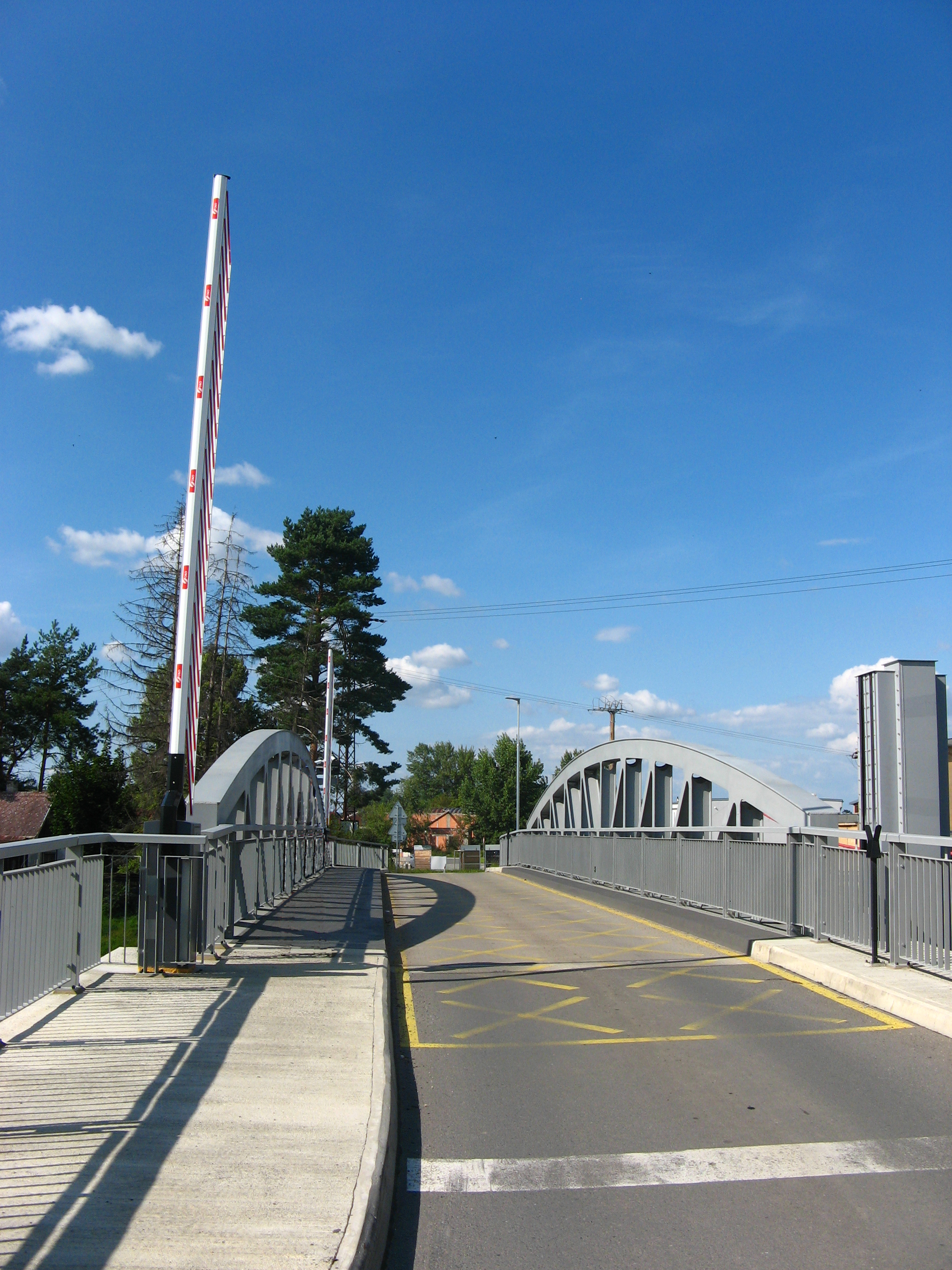
Zdvižný silniční most v Lužci nad Vltavou
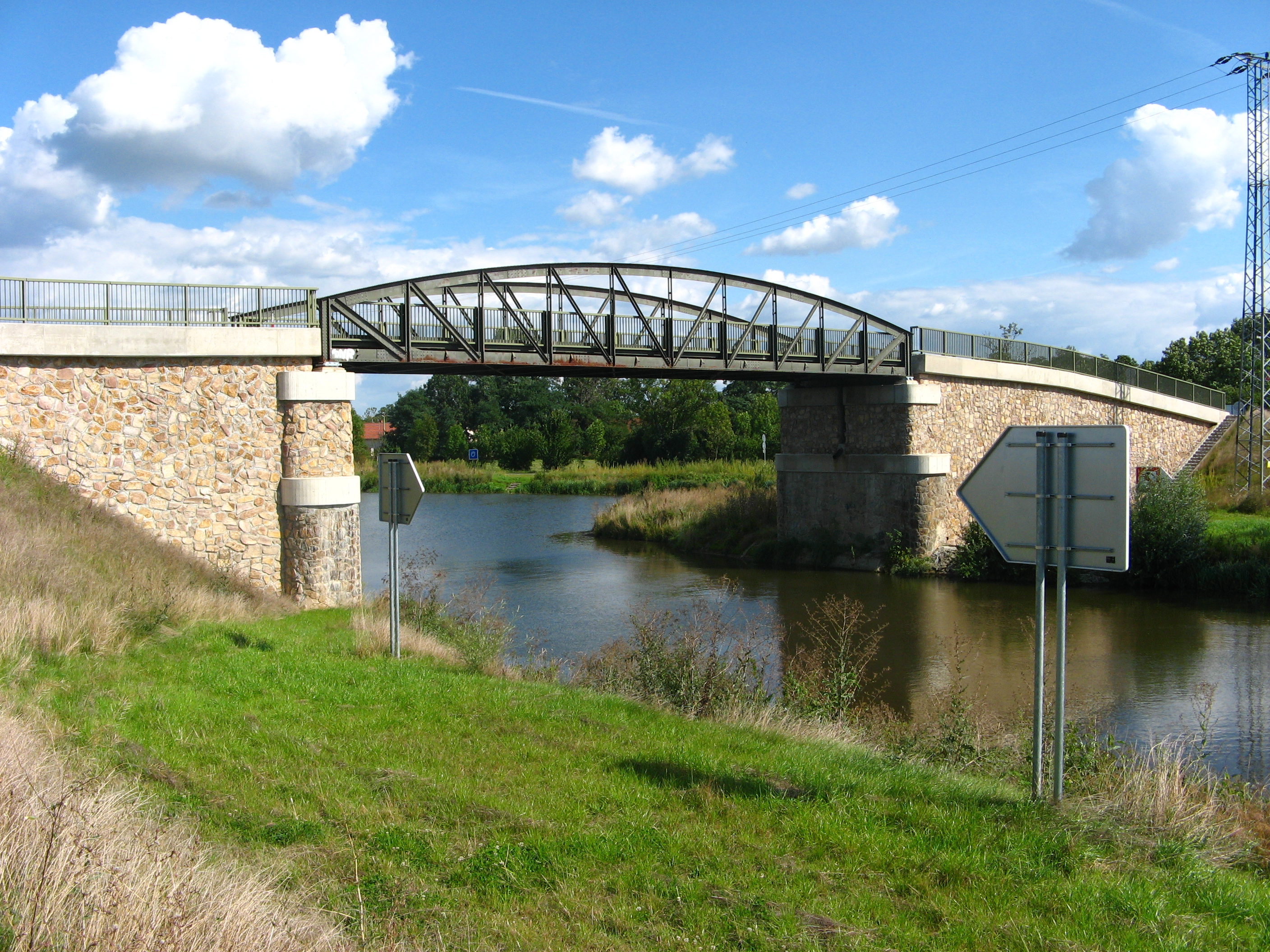
Most v Chramostku
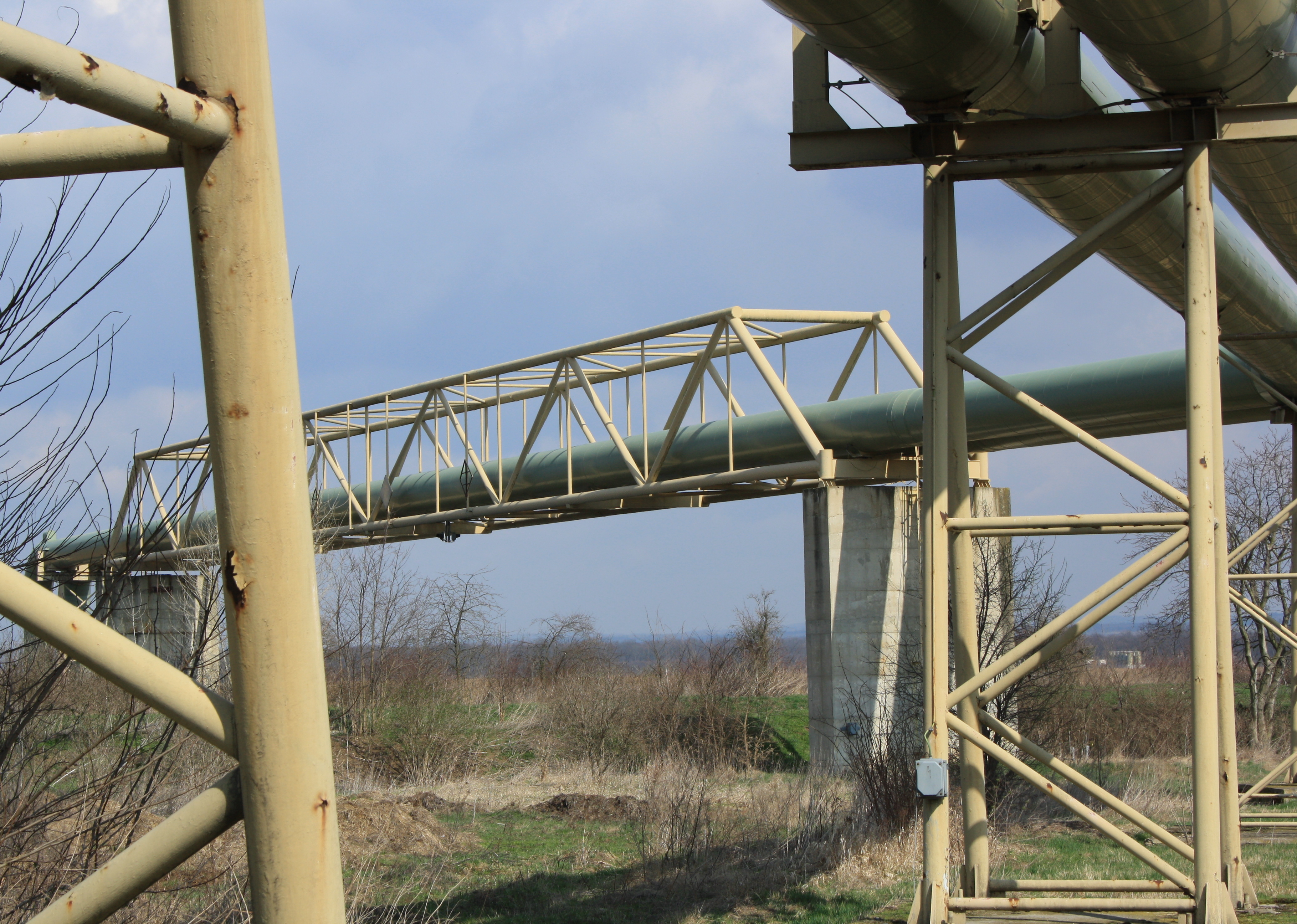
Potrubní most tepelného napáječe Mělník–Praha u Zelčína
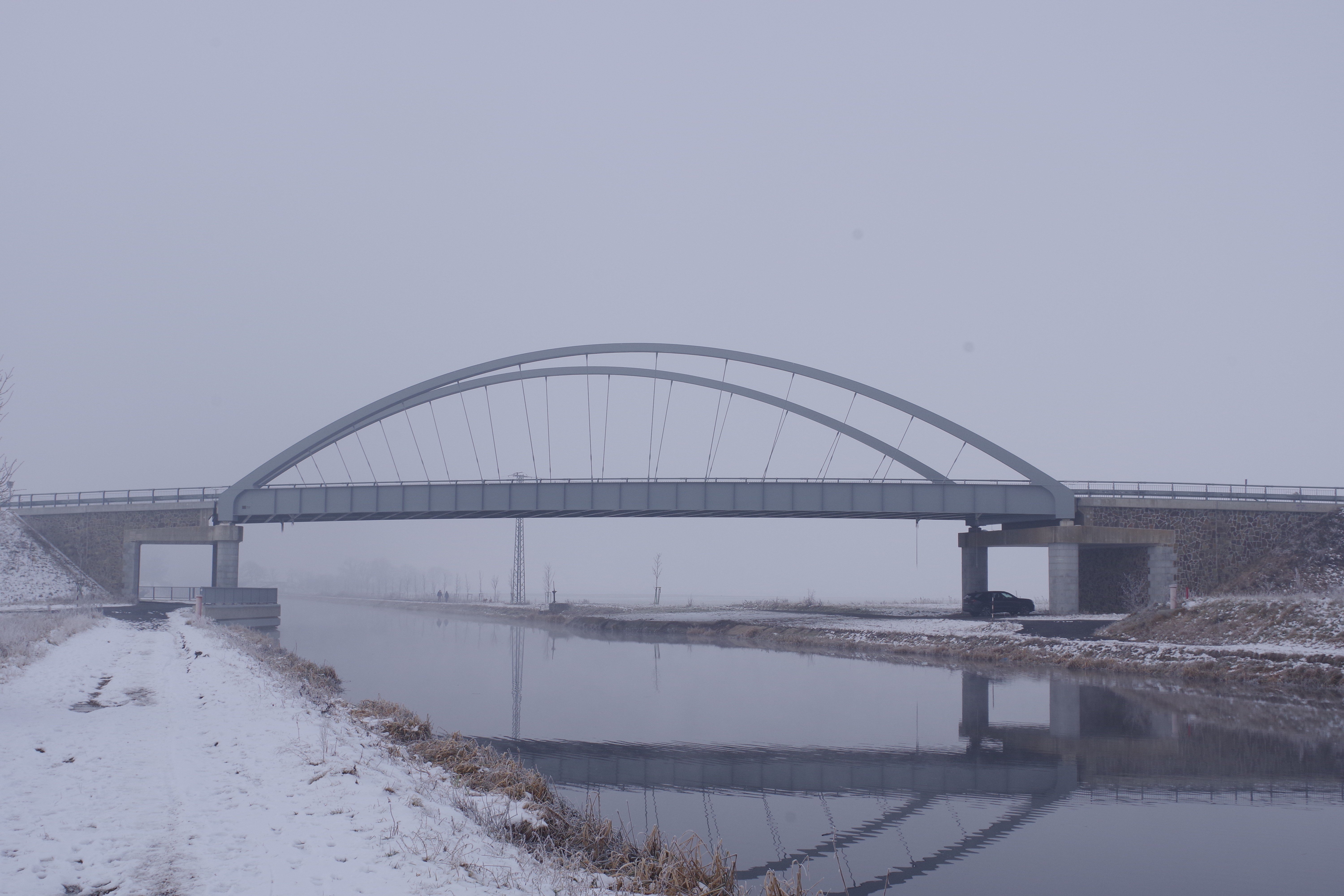
most mezi Vrbnem a Hořínem
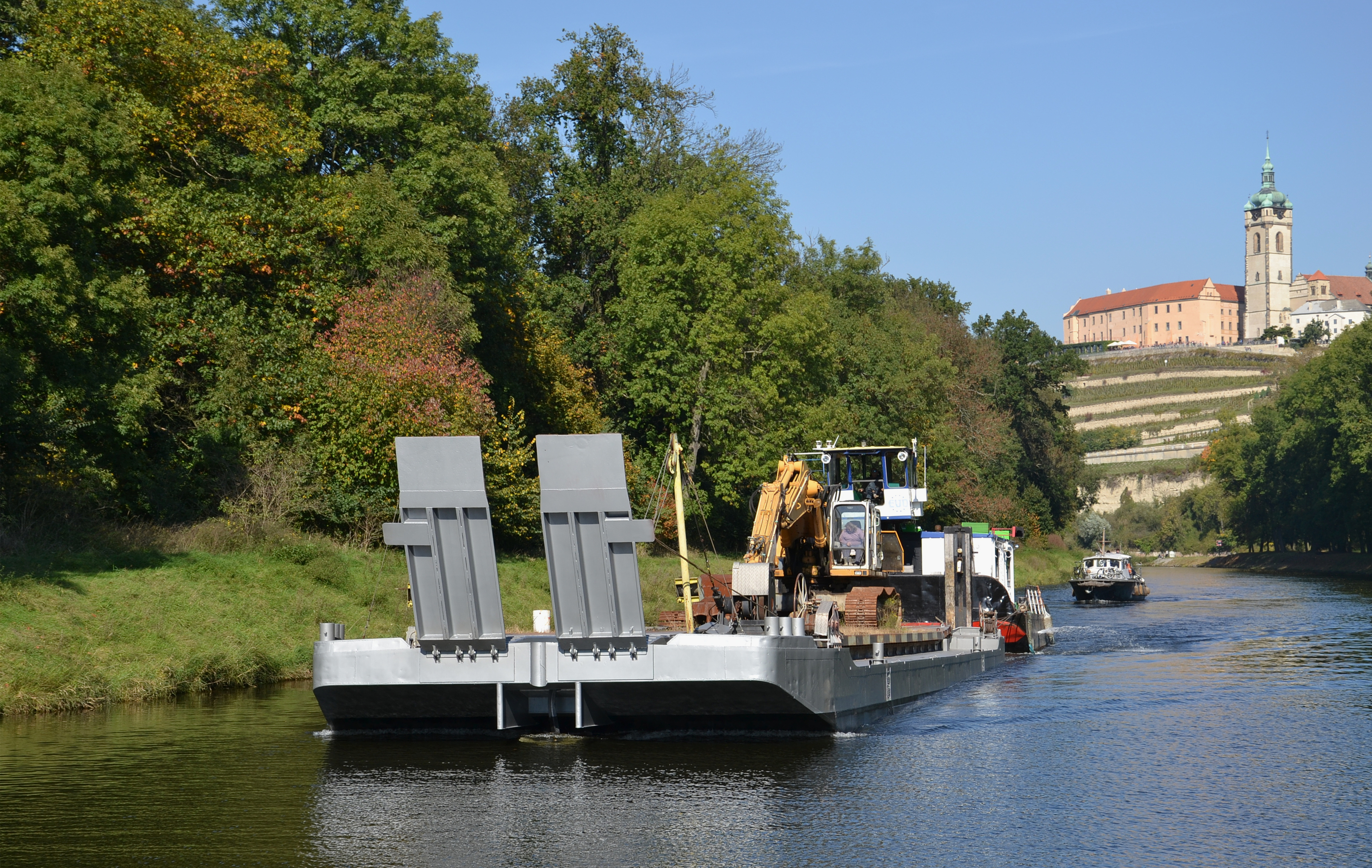
Lodě na kanálu před Mělníkem
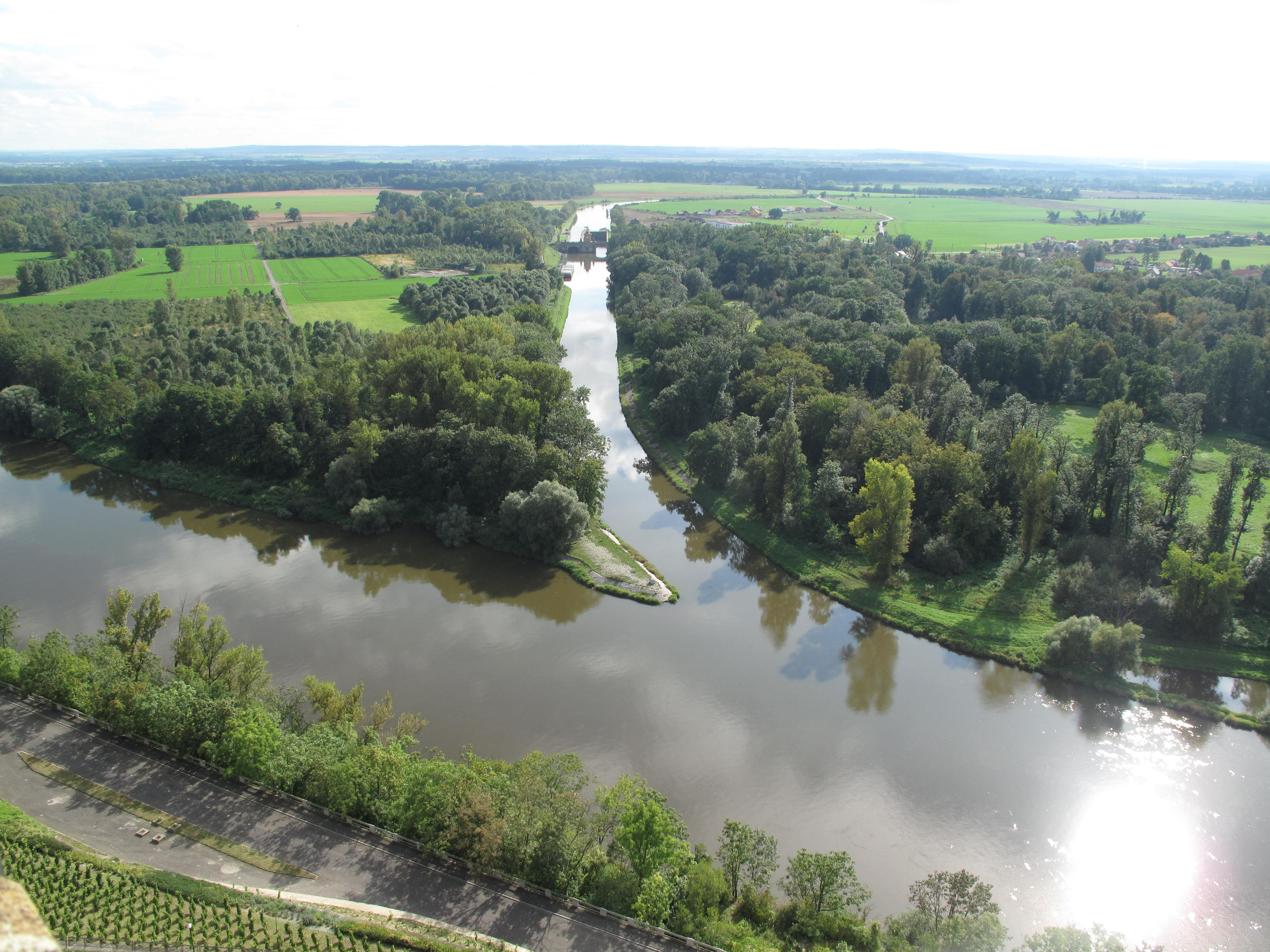
Soutok s Labem
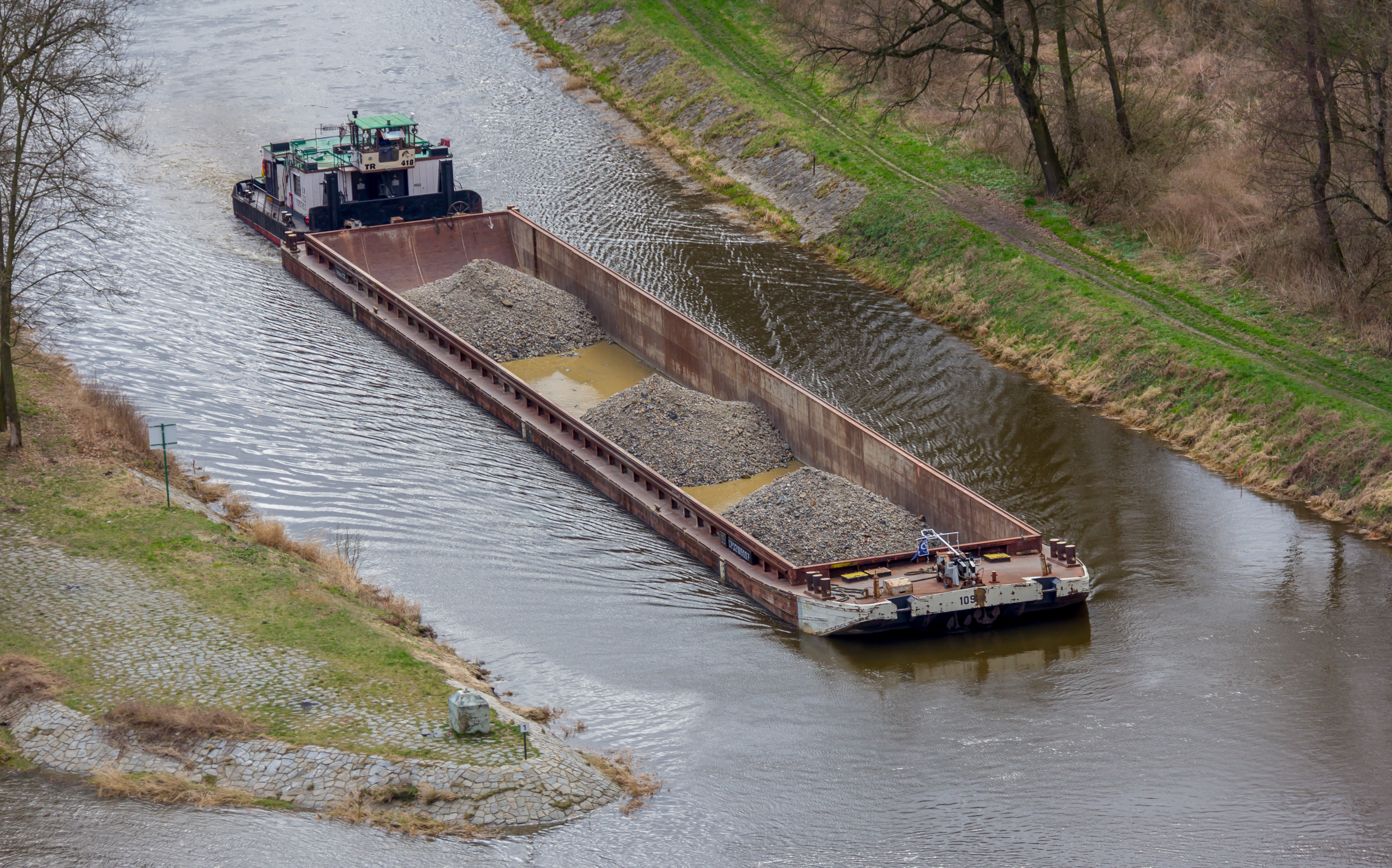
Loď na soutoku